# Thecla comae
Thecla comae är en fjärilsart som beskrevs av Druce 1907. Thecla comae ingår i släktet Thecla och familjen juvelvingar. Inga underarter finns listade i Catalogue of Life.